# Chaetophiloscia formosana
Chaetophiloscia formosana là một loài chân đều trong họ Philosciidae. Loài này được Verhoeff miêu tả khoa học năm 1928.